# Chinazolină
Chinazolina (benzopirimidina) este un compus heterociclic aromatic cu formula chimică C8H6N2. Este izomer cu alte diazanaftaline: cinolină, chinoxalină și ftalazină. Nucleul este răspândit în natură, astfel că mai mult de 200 de alcaloizi cu nucleu chinazolinic și chinolinic au fost identificați.

## Sinteză
Prima sinteză a chinazolinei a fost raportată în anul 1895 de către August Bischler și Lang, și a fost realizată prin reacția de decarboxilare a acidului 2-chinazolin-carboxilic. În anul 1903, Siegmund Gabriel a realizat sinteza chinazolinei plecând de la o-nitrobenzilamină, care a fost redusă cu acid iodhidric și fosfor roșu la  2-aminobenzilamină. Acest intermediar s-a condensat cu acid formic obținându-se dihidrochinazolină, care se oxidează la chinazolină.